# Алёшина, Антонина Семёновна
Антони́на Семёновна Алёшина (Коровина) (9 мая 1931 г., Рыбинск, СССР — 19 апреля 2002 г., Москва, Россия) — советский и российский художник-мультипликатор.

## Биография
Антонина Алёшина (Коровина) родилась 9 мая 1931 года в городе Рыбинск, СССР.
В 1953 году переехала в Москву и там же окончила Московское областное художественное училище памяти 1905 года. В 1953-1957 годах училась в Московском городском педагогическом училище имени Потёмкина.
В 1957-1958 годах переехала в город Курск и там работала преподавателем в Курском художественном училище. В 1959-1961 годах снова переехала в Москву и там училась на курсах художников-мультипликаторов при киностудии «Союзмультфильм». Работая аниматором, в 1966-1971 годах вела кружок детской мультипликации при Доме кино, в 1971 году преподавала рисование в Норильске, а в 1975-1979 годах там же вела кружок рисования.
В 1980-1996 годах — аниматор на «Союзмультфильме». Сотрудничала также со студией «Мульттелефильм».
Скончалась 19 апреля 2002 года в Москве.

## Фильмография
- 1961 — Мультипликационный Крокодил № 5
- 1961 — Мультипликационный Крокодил № 6
- 1962 — Небесная история
- 1962 — Сказка про чужие краски
- 1962 — Только не сейчас
- 1962 — Чудесный сад
- 1963 — Акционеры
- 1963 — Беги, ручеёк
- 1963 — Тараканище
- 1964 — Дюймовочка
- 1964 — Кот-рыболов
- 1964 — Петух и краски
- 1964 — Ситцевая улица
- 1965 — Вовка в тридевятом царстве
- 1965 — Наргис (мультфильм)
- 1966 — Самый, самый, самый, самый
- 1966 — Светлячок № 7 (Следопыт)
- 1967 — Гора динозавров
- 1967 — Кузнец-колдун
- 1967 — Межа
- 1967 — Паровозик из Ромашкова
- 1967 — Песенка мышонка
- 1967 — Раз-два, дружно!
- 1967 — Шпионские страсти
- 1968 — Малыш и Карлсон
- 1968 — Русалочка
- 1968 — Чуня
- 1969 — Девочка и слон
- 1969 — Снегурка
- 1970 — Дядя Миша
- 1970 — Катерок
- 1970 — Рассказы старого моряка
- 1970 — Сказка сказывается
- 1970 — Новогоднее происшествие
- 1971 — Три банана
- 1971 — Только для взрослых (выпуск 1)
- 1971 — Чужие следы
- 1973 — Приключения Мюнхаузена. Меткий выстрел
- 1974 — Загадочная планета
- 1974 — Крошка Енот
- 1981 — День рождения бабушки
- 1981 — Ивашка из дворца пионеров
- 1981 — Ничуть не страшно
- 1981 — Приключения Васи Куролесова
- 1981 — Раз — горох, два — горох…
- 1981 — Тайна третьей планеты
- 1981 — Халиф-аист
- 1982 — Волшебное лекарство
- 1982 — Живая игрушка
- 1982 — Котёнок по имени Гав (выпуск 5)
- 1982 — Прежде мы были птицами
- 1982 — Тайна жёлтого куста
- 1983 — Горе — не беда
- 1983 — Попался, который кусался
- 1983 — Змей на чердаке
- 1983 — Слонёнок и письмо
- 1984 — Кубик и Тобик
- 1984 — Птицелов
- 1984 — Медведь - липовая нога
- 1984 — Сказка о царе Салтане
- 1984 — То ли птица, то ли зверь
- 1984 — Найда
- 1985 — Два билета в Индию
- 1985 — Загадка сфинкса
- 1985 — Маленькие чудеса
- 1985 — Огуречная лошадка
- 1985 — Сказ о Евпатии Коловрате
- 1985 — Пантелей и пугало
- 1986 — Воспоминание
- 1986 — Когда песок взойдёт
- 1986 — Трое на острове
- 1986 — Чудеса техники
- 1991 — Приключения волшебного глобуса, или Проделки ведьмы
- 1992 — Лягушка Пипа
- 1992 — Хозяева Геоны
- 1993 — Пипа и бык
- 1993 — Капитан Пронин в Америке
- 1994 — Капитан Пронин в опере
- 1997 — Отбор